# 米丝蒂·海曼
米丝蒂·海曼（英語：Misty Hyman，1979年3月23日—），美国女子游泳运动员，主攻仰泳和蝶泳。她曾代表美国参加2000年夏季奥林匹克运动会游泳比赛，获得女子200米蝶泳金牌。